# Aut of Orda
Aut of Orda est un supergroupe autrichien de pop composé de Paul Pizzera (de), Christopher Seiler et Daniel Fellner (de). Le trio présente son genre comme nouveau, la « pop dialectale (de) pour le dancefloor. »

## Histoire
Le groupe est fondé en 2023 par les auteurs-compositeurs Paul Pizzera (Pizzera & Jaus (de)) et Christopher Seiler (Seiler und Speer), ainsi que par le producteur, musicien et chanteur Daniel Fellner, qui possède une expérience dans des groupes de metal, de pop-rock et de punk. Parallèlement à l'annonce de la collaboration, ils sortent leur premier single, Wigl Wogl. Les textes humoristiques sont écrits en dialecte autrichien. Musicalement, les premières sorties couvrent déjà un large éventail, combinant des éléments pop et hip-hop ainsi que d'electronic dance music et de pop latino. Ils sont signés sur le label viennois Töchtersöhne Records (de).
Le deuxième single hoch gwimmas (n)imma est la chanson officielle de l'équipe d'Autriche de football lors de sa préparation pour l'Euro 2024 ; outre les musiciens, le sélectionneur Ralf Rangnick ainsi que David Alaba et Konrad Laimer apparaissent dans le clip vidéo qui l'accompagne.
En août, il est annoncé qu'Aut of Orda participera à la première du Red Bull Show 100 dans les pays germanophones. Dans ce format, les musiciens doivent inventer, répéter et présenter un spectacle live de 100 minutes en 100 heures. Le premier concert du groupe a lieu en octobre 2023 à la Marx-Halle (de) à Vienne.
Le 5 avril 2024, le groupe présente son premier album Das Empörium schlägt zurück qui est numéro un des ventes en Autriche onze jours plus tard. Le 26 avril, le groupe remporte l'Amadeus dans la catégorie "Pop-rock".

## Discographie
Album
- Das Empörium schlägt zurück (2024)

Singles
- Wigl wogl (2023)
- Hoch gwimmas (n)imma (2023)
- A gscheide Musik heast (2023)
- Mi amor - feat. José Suanzlos (2023)
- Fix net normal (2023)
- Nebel (2024)